# قائمة عيون القطيف
انتشرت المياه الجوفيّة العذبة والعيون في القطيف سابقاً بمخزون هائل، حيث كانت تتدفّق عيوناً غزيرة فوق أراضي واحة القطيف وتوابعها، وبين بساتينها ونخيلها؛ حيث كان يتدفق الماء العذب بغزارة طبيعية في البراري التابعة للقطيف على شكل أهوار أو بحيرات مائية عذبة مثل خور تويريت وخور السيفة في الآجام، وبحيرة الضبيّة بالقرب من المطار، وبحيرة طفَيْح الواقعة شمال غرب العرقوبة، بل وكانت المياه العذبة تتدفق عيوناً حتى وسط مياه البحر المالحة، وكان صيادو اللؤلؤ يعرفون مواضع هذه المياه العذبة داخل البحر، فكانوا يملئون أوعيتهم من مائها قبل أن نضوبها في العصر الحاضر. حاليًا أغلب الأراضي الزراعية تعتمد على العيون الارتوازية للري، وحسب الهيئة العامة للإحصاء فيوجد 2515 بئر ارتوازي و62 ارتوازي يدوي.
| الصورة   | الاسم               | الموقع             | الحالة                | الوصف |
| -------- | ------------------- | ------------------ | --------------------- | --- |
|          | عين العودة          | الديرة             | نضبت                  | هي عين كبريتية يعود تاريخها إلى ما قبل 4 الآف عام وتسقي جزيرة تاروت بأكملها وكانت تحتوي على مياه معدنية يقصدها المرضى للاستشفاء، وكان يخرج من العين ماء حار وبخار شتاءً وماء بارد فاتر صيفاً، وهي تعد من العيون الطبيعية الجوفية الكبيرة وهي عميقة، ومسورة من ثلاث جهات، والجهة الرابعة لا تحتاج لسور، فالبرج الشمالي للقلعة كان بمثابة السور، وكان ماء هذه العين مقدسة عند أبناء الحضارات التي سادت ذات يوم إذ أن كثير من الديانات كانت تقدس المياه أو تعطيه صبغة ذات قداسة حتى في يومنا هذا، أما حالياً فقد نضبت العين ولا يوجد بها ماء رغم محاولات لإعادة إحيائها. |
|          | عين داروش           | صفوى               | نضبت                  | هي منبع مائي يقع بصفوى، شمال محافظة القطيف، بالمملكة العربية السعودية، اشتهرت بعذوبة مياهها التي تدفقت قديماً بغزارة عبر سبعة جداول تروي واحة صفوى البالغ تعداد نخيلها آنذاك 50 ألفاً. والأنهر التي كانت تتفرع منها تسمى بالقميح الذي كان يتجه نحو الشمال حيث نخيل الزعافرينيات والصبيبحات ومن بعدها حارة بارزان وقد اندثر بشكل كلي في أواخر السبعينيات الميلادية. والعوسيي المتجه نحو الشرق وكان يسقي النخيل التي يمر بها وينتهي مجراه في البحر والمضر وهو يتجه إلى الجنوب من صفوى بالإضافة إلى نهر السليسل. وقد كان يمتد من العين سبع سواق تروي النخيل والمواشي، وكانت حمّاماً يرتاده الناس للاستحمام والاستجمام، وتغسل النساء فيه أواني الطبخ وقد كان يسمع أهالي المنطقة صوت خرير ماء العين من على بعد 6 كم. عين داروش التي اشتهرت سابقاً بغزارة مياهها المتدفقة وعذوبتها غدت اليوم طلالاً يشير إلى تاريخها القديم بعد أن نضب ماؤها. |
|          | عين الصدرية         | القديح             | ردمت                  | هي أحد عيون واحة القطيف شرق السعودية، كان يضرب بها المثل في حرارة مياهها وقوة اندفاعها فعلى الرغم من وجودها جنوب غرب العوامية منطقة النخيل بسيحة القديح الا إنها تسقي عشرات البساتين التي تبعد بضع كيلومترات من موقعها، كانت من أشهر العيون وأقواهم لسقي النخيل والبساتين حيث كانت تسقي عشرات البساتين. ولكن في وقتنا الحالي فهي خالية من الماء وهو حالها وحال أكثر العيون الجوفية المشهورة في واحة القطيف فبعضها اندثرت وبعضها جفت من الماء تماماً والقليل منها لازالت تسقي البساتين. تتميز عين الصدرية بسورها المرتفع، إضافة لوضوح تشكيلها الداخلي الذي لم يتغير كثيراً رغم تهدُّم جزء كبير من سورها وتعرضها لزحف الرمال، فالطبقات المكونة للعين والفتحات التي كانت المياه تمر من خلالها لتسقي مساحات كبيرة من مزارع المنطقة، إضافة إلى امتداد القاع المعروف بالتنور وكان الماء يتدفق بغزارة. انهارت في ديسمبر 2013م |
|          | عين الكعيبة         | الجش               | ردمت                  | هي ينبوع مائي وموقع أثري احتضن الحجر الأسود الذي أحضره أبو طاهر الجنابي من بيت الله الحرام إلى الموضع المعروف إلى الآن بتسمية الكعيبة الكائن شرق السعودية في محافظة القطيف تحديداً في شمال شرق بلدة الجش، وقد أمر الجنابي بتسمية بعض الأماكن فيها بأسماء المشاعر المقدسة لدى المسلمين مثل الصفا والمروة والمشعرية والعين النباعة، وأجبر الناس على الحج إلى هذا المكان. وبالرغم من معارضة أهل المنطقة وعموم المسلمين ورفضهم المجيء إلى هذا المحل بقصد تأدية فريضة الحج، إلا أنه استمر سبع سنوات يحثهم للحج إليه بالترغيب تارة وبالترهيب تارات، حتى قتل في سبيل دعوته 70,000[بحاجة لمصدر] من المسلمين في مكة المكرمة. والعين في الوقت الحالي تهاوى جزء كبير من جدرانها. |
|          | عين طيبة            | العوامية           | نضبت                  | وتعرف أيضاً بعين الغميري. هي ينبوع مائي ببلدة العوّامية، في محافظة القطيف، شرق المملكة العربية السعودية. يعود تاريخ العين لآلاف السنين، وقد كانت مضرب المثل في مياهها وقوة دفقها. تعتبر عين الطيبة من أكبر العيون في محافظة القطيف مساحة وتدفقاً للمياه، وهي من أواخر العيون التي نضب ماؤها في عام 2000م، فيما لا تزال تحافظ على شكلها الطبيعي الذي صمد حتى بعد نضوب الماء. بُنيت عليها العديد من الأساطير وقُدِمَت لها النذور في ما مضى، وكانت تستخدم في الأفراح. |
|          | عين أم عمار         | الجارودية/حلة محيش | نضبت                  | تعتبر من أقوى عيون الماء في واحة القطيف بعد عين داروش بصفوى وقد نضب ماؤها وهي أكبر عيون الحلبة حجماً وأقواها ماءً وأصغرها عمقاً وتقع في الجهة الشمالية الغربية من البلدة. |
|          | عين أم الحمير       | القديح             |                       | كانت العين تحمم الماشية ويُرجّح بأن تاريخها يرجع إلى 1000م. |
|          | عين جاوان           | صفوى               |                       | يقع موقع عين جاوان بمحافظة القطيف في المنطقة الشرقية٬ الواقع إلى الشمال الغربي من خليج تاروت على مسافة 3 كم من الساحل٬ وإلى الشمال من بلدة صفوى بنحو 6 كم٬ والمسجل بالرقم (129/ 208) في سجلات إدارة الآثار والمتاحف. |
|          | خور تويريت          | الأوجام            | رُدم                   | هو مصب مائي وبحيرة سابقاً تقع في الأوجام بمحافظة القطيف، شرق المملكة العربية السعودية. وقد كان يتدفق الماء من المصب بغزارة طبيعية في البراري التابعة لواحة القطيف على شكل بحيرات مائية عذبة حيث كان يتفرع إلى 10 تجاويف مائية غزيرة قريبة من بعضها البعض تُسمّى محليّاً كويكبات. وكانت الكويكبات كانت تفور في السابق بالمياه لتغطي كامل الأرض المنخفضة الواقعة إلى الشرق منها. |
|          | عين العتيقة         | صفوى               | سليمة                 | عين العتيقة أو عين عتيقة أو العين الجنوبية أو عين الوسيطة أو عين الوسطى هي منبع مائي يقع بصفوى في محافظة القطيف، شرق المملكة العربية السعودية. تسقي العين أربعة أفرع باتجاهات مختلفة. تصل أبعاد بؤبؤ العين إلى 3م×3م، بينما يبلغ عمق فوّهة العين العشرين متر. كانت عين العتيقة تسقي أغلب أراضي صفوى على بعد ربع ميل جنوب قرية صفوى. ذكرها لويمر في كتابه دليل الخليج، وقد كان يصب في عين العتيقة نهر الصفا. أصبح حال العين الآن مستنقع ترفع منه المياه بواسطة آلات الشفط. في يونيو 2016م قامت بلدية القطيف بتسويرها لحماية الموقع. |
|          | عين أم الفرسان      | الزور              | ردمت                  | عين أم الفرسان أو عين أم فرسان هي منبع مائي يقع بقرية الزور التّابعة لجزيرة تاروت، في محافظة القطيف، شرق المملكة العربية السعودية. عين أم الفرسان إحدى العيون التي ظلت فوّهتها محافظة على الشكل نفسه الذي حُفرت عليه منذ نشأتها. |
|          | عين أم العريش       | جزيرة تاروت        | ردمت                  | تقع في بستان أبو عائشة، على جنوب نخل الفسيل، ويمتد إلى أطراف مدرسة تاروت الثانوية (المتوسطة سابقاً)، وعلى غربه بستان الصدري، وشرقه بستان الخضاري. |
|          | عين الصادق          | جزيرة تاروت        | ردمت                  | |
|          | عين سوامة           | جزيرة تاروت        | ردمت                  | |
|          | عين الجشي           | جزيرة تاروت        | ردمت                  | |
|          | عين الخضر           | جزيرة تاروت        | ردمت                  | |
|          | عين الجنوبي         | جزيرة تاروت        | ردمت                  | |
|          | عين البقعاوي        | جزيرة تاروت        | ردمت                  | |
|          | عين الدحكاني        | جزيرة تاروت        | ردمت                  | |
|          | عين البدرية         | الربيعية           | ردمت                  | |
|          | عين السعودية        | الربيعية           | ردمت                  | |
|          | عين الصفار          | سنابس              | ردمت                  | |
|          | عين الوزارة         | سنابس              | ردمت                  | |
|          | عين الكويتي         | الرفيعة            | ردمت                  | |
|          | عين المروانية       | حلة محيش           |                       | تقع في الجهة الغربية من الحلة في موقع يتوسط عين أم عمار وعين الخليلية، ويتردد على ألسنة الأهالي وخصوصاً كبار السن كموروث عن الآباء والأجداد بأن مروان بن الحكم قد عسكر بخيله بالقرب منها ومعروف تاريخياً أن معاوية بن أبي سفيان حين آل إليه الأمر أسند ولاية البحرين إلى مروان بن الحكم وابنه عبد الملك وهذه العين قد غطت مياهها الكثير من البساتين وعدداً من المزارع. |
|          | عين الخليلية        | حلة محيش           |                       | تقع إلى الجنوب من عين المروانية بمسافة تقدر بـ(500) متراً وهي توأم عين المروانية لكنها أكثر منها عمقاً وتسقي كثيراً من البساتين وهي مع زميلتها عين المروانية في بحر جوفي واحد ودليل ذلك ضعف وقوة إحداهما عند فتح أو إغلاق مجاري الأخرى. |
|          | عين الجزيرة         |                    |                       | تقع في الجهة الجنوبية للبلدة وهي غير معروفة العمق لأن ماءها حائر منذ مائة سنة تقريباً ولذا سميت بالخسيف وتختلف عن غيرها من العيون بأنها غير مجصصة. |
|          | عين الربيانة        | العوامية           |                       | عين جوفية، كان استخدامها منحصرعلى النساء فقط. |
|          | عين أم جديّر         | العوامية           |                       | عين جوفية |
|          | عين المسيونة        | العوامية           |                       | |
|          | عين الخضيرة         | العوامية           |                       | تقع شرق العوامية، كانت كانت تستخدم للاستجمام. |
|          | عين الربيانة        | العوامية           |                       | كانت كانت تستخدم للاستجمام. |
|          | عين الزارة          | العوامية           |                       | |
|          | عين اللبانية        | القديح             | نضبت                  | عين جوفية، تقع في بساتين القديح، تحديدًا غرب السد الشمالي الوسطي. مياهها دافئة شتاءً ومعتدل صيفًا. اشتهرت لكثرة توافد الأهالي لها على الدوام للاستجمام. بدأت مياهها بالنضوب في حوالي العام 1998م. |
|          | عين الرواسية        | القديح             | ردمت                  | |
|          | عين الصوبية         | القديح             |                       | |
|          | عين نخل قديح وأبرام | القديح             |                       | |
|          | عين المحارق         | القديح             | سليمة                 | كانت تستخدم للاستجمام، يُعتقد بأن اسمها استُمد من حادثة حرق مدينة الزارة التاريخية من قبل الجيش القرمطي في عام 283هـ. |
|          | عين الشيباني        | القديح             | نضبت                  | تقع غرب القديح، سُورت بعدما نضب ماؤها من أجل حماية السكان. |
|          | عين ساداس           | القديح             | نضبت                  | كانت تستخدم للاستجمام |
|          | عين أم المجالس      | القديح             |                       | |
|          | عين الديسمية        | القديح             |                       | كانت تستخدم للاستجمام |
|          | عين الغرة           | القديح             |                       | كانت تستخدم للاستجمام |
|          | عين الوسايع         | القديح             |                       | |
|          | عين الجبيس          | القديح             |                       | |
|          | عين الحليلة         | القديح             |                       | |
|          | عين المهنا          | القديح             |                       | |
|          | عين الحسين          | القديح             | نضبت                  | كانت تستخدم للاستجمام. نضبت في التسعينيات. في أواخر 2020م ألغت بلدية القطيف مخططًا لإزالتها واستبدلته بمقترح لتطويرها. |
|          | عين الكبيس          | القديح             | نضبت                  | كانت مقصدًا سياحيًا للسكان المحليين حتى نهاية تسعينيات القرن العشرين الميلادية حينما نضبت مياهها، ثم أهملت. |
|          | عين الخنيفسانية     | الجارودية          |                       | تقع في البدراني، غرب الجارودية. |
|          | عين المربعة         | التوبي             |                       | كانت تستخدم للاستجمام |
|          | أم الحمير           | التوبي             |                       | |
|          | الفوارة الشمالية    | التوبي             |                       | كانت تستخدم للاستجمام |
|          | عين السوادي         | التوبي             |                       | |
|          | الحرّ                | التوبي             |                       | |
|          | الدُّوَيْسَِيْن            | التوبي             |                       | تقع في أقصى غرب بساتين القرية في البرّ؛ غرب عيني الفوارات. |
|          | السُّدَيْرات            | التوبي             |                       | تقع في منطقة العديم جنوب غرب عيني الفوّارات. |
|          | السُّلَيْمَاني           | التوبي             |                       | تقع شمال التوبي، في حي السليماني. |
|          | عَجَّة                 | التوبي             |                       | أقصى شمال غرب نخيل الواحة في البرّ؛ جنوب غرب عين الشّعيبي من عيون القديح. |
|          | العُوَيْنَة             | التوبي             |                       | غرب عين القُصَيْر |
|          | الفَوَّارات            | التوبي             |                       | وهي عبارة عن عينان، تقعان أقصى غرب التوبي في البرّ قرب الحافة المزروعة للقرية. |
|          | القُصَيْر              | التوبي             | ردمت                  | تقع جنوب عين المربَّعَة. |
|          | القُطَيْنَيّة            | التوبي             |                       | تقع شرق عين القصَّاري. |
|          | الكُنَيْز              | التوبي             |                       | تقع شمال عين السليماني. |
|          | المنْصُوْري            | التوبي             |                       | |
|          | المُنَيْشْلاْت           | التوبي             |                       | تقع جنوب عين الحرّ مباشرة. |
|          | عين قصاري           | التوبي             |                       | تقع أقصى شمال التوبي بالقرب من حمام أبو لوزة. وهي ينبوع مائي للاستجمام يقع في بلدة الدبيبية، الاستخدام مقتصر على النساء فقط. |
|          | عين المجيلس         | التوبي             |                       | تقع شمال غرب عين أم الحمير. |
|          | عين المصونة         | التوبي             |                       | |
|          | عين المنصوري        | التوبي             |                       | |
|          | عين أم السباع       | التوبي             |                       | |
|          | عين المليح          | التوبي             |                       | |
|          | عين ميالة           | التوبي             |                       | |
|          | عين القشورية        | الخويلدية          |                       | كانت تستخدم للشرب وللاستجمام، ويبيع السقاؤون ماؤوها في القطيف |
|          | عين دبيبية          | الدبيبية           |                       | ينبوع مائي للاستجمام يقع في بلدة الدبيبية، الاستخدام مقتصر على النساء فقط. |
|          | عين الجميمة         | القديح             |                       | ينبوع مائي للاستجمام يقع في بلدة الدبيبية، الاستخدام مقتصر على النساء فقط. |
|          | عين صدّين            | الجارودية          |                       | ينبوع مائي يُستخدم للشرب، ويشتهر كأحد أعذب العيون في القطيف والإحساء وأوال، وورد ذكره في أحد الأمثال الشعبية: صِدَّيْن، وبير حنين، وعينٍ في البحرين. كما أنها كانت تستخدم للشرب وللاستجمام. |
|          | المقتة              | الخويلدية          |                       | |
|          | عين السلاحف         | أم الحمام          |                       | كانت تستخدم للاستجمام |
|          | القحة               | أم الحمام          | ردمت                  | كانت تستخدم للاستجمام، خصصت للنساء. |
|          | أم زمزوم            | أم الحمام          | ردمت                  | كانت تستخدم للاستجمام |
|          | الصايغية            | أم الحمام          |                       | كانت تستخدم للاستجمام |
|          | عين أم يابس         | أم الحمام          |                       | |
|          | أرض المعلى          | الملاحة            |                       | كانت تستخدم للاستجمام |
|          | عين الدويليب        | شرق صفوى           |                       | امتدت حول العين سلسلة من آثار أساسات المباني وكنت بقعة العين ذات تربة خصبة نبتت عليها النخيل. |
|          | عين الدبابية        |                    |                       | ردمت في شهر صفر عام 1410هـ. |
|          | عين البشرية         | الآجام             |                       | |
|          | عين عقعق            | الآجام             |                       | |
|          | أم سنان             | عنك                |                       | كانت تستخدم للاستجمام |
|          | الشنية              | الجش               |                       | كانت تستخدم للاستجمام، جرفت في نوفمبر 2011م |
|          | الجوهرية            |                    |                       | جرفت جزئيًا في يناير 2014م |
|          | الهليلية            | الجش               |                       | كانت تستخدم للاستجمام |
|          | الدالوة             | الجش               |                       | كانت تستخدم للاستجمام |
|          | الحناة              | سيهات              | ردمت                  | كانت تستخدم للاستجمام، رُدِمَت في يناير 2016م. |
|          | مريجب               | سيهات              |                       | كانت تستخدم للاستجمام |
|          | القِبْلية             | سيهات              |                       | كانت تستخدم للاستجمام |
|          | عيون خضرا           | أم الساهك          |                       | كانت تستخدم للاستجمام |
|          | أم كلاب             | أم الساهك          |                       | كانت تستخدم للاستجمام |
|          | أم ارحي             | أم الساهك          |                       | كانت تستخدم للاستجمام |
|          | عين سعيدة           | الدريدي            |                       | كانت تستخدم للاستجمام |
|          | الخرارة             | أم الحمام          | نضبت                  | كان استخدامها منحصرعلى النساء فقط. |
|          | المغيسل             | أم الحمام          | نضبت                  | |
|          | أم الخير            | أم الحمام          | نضبت                  | |
|          | الثلث               | أم الحمام          | نضبت                  | |
|          | القصيري             | أم الحمام          | نضبت                  | |
|          | الرحية              | أم الحمام          | نضبت                  | |
|          | الموسي              | أم الحمام          | نضبت                  | |
|          | أم كردوس            | أم الحمام          | نضبت                  | |
|          | البسيتين            | أم الحمام          | نضبت                  | |
|          | النويهية            | أم الحمام          | نضبت                  | |
|          | المحرقة             | أم الحمام          | نضبت                  | |
|          | الطعم               | أم الحمام          | نضبت                  | |
|          | الفتية              | أم الحمام          | نضبت                  | |
|          | السالمية            | أم الحمام          | نضبت                  | |
|          | الرايسية            | أم الحمام          | نضبت                  | |
|          | الحمَّام              | أم الحمام          | نضبت                  | |
|          | لعبي                | أم الحمام          | نضبت                  | |
|          | السكافي             | أم الحمام          | نضبت                  | |
|          | الوقيف              | أم الحمام          | نضبت                  | |
|          | الخرابة             | أم الحمام          | نضبت                  | |
|          | البيضانية           | أم الحمام          | نضبت                  | |
|          | الضبيبي             | أم الحمام          | نضبت                  | |
|          | العبكرية            | أم الحمام          | نضبت                  | |
|          | معامرة المرزوق      | أم الحمام          | نضبت                  | |
|          | عين العودة          | الدبابية           |                       | |
|          | عين الحباكة         | البحاري            |                       | |
|          | الجنيز              |                    |                       | |
| 'حمامات' |                     |                    |                       | |
|          | حمام أبو لوزة       | البحاري            | مُدمّر جزئياً ونضبت عينه | حمامُ أَبُو لوزَة هو حمَّامٌ أثري عامّ يقع في قرية البحاري بمحافظة القطيف شرق المملكة العربية السعودية. أُقيم الحمام بالقرب من عين أبي لوزة التي كانت تستخدم مياهها لعلاج الأمراض الجلدية وآلام المفاصل. لم يبق من الحمام إلا آثاره الموجودة حتى الآن بعد أن نضبت مياه العين التي يقوم عليها. |
|          | حمام تاروت          | الديرة             | رُدمت عينه وجدد بناؤه  | حمام كبريتي يتفرع من عين العودة، تم بناؤه في العهد البرتغالي واستخدمه باشوات عثمانيون وكان يخترق السوق التجاري ولكن تم ردمه عام 1991م، وتحويله إلى حمامات حديثة للسباحة. ويحتوي على أسماك صغيرة فيه قيل أنها تساعد على شفاء الندوب والقروح في أجسام البحارة الذين يأتون إليه لهذا الغرض، حتى أطلقوا على الأسماك الصغيرة اسم أطباء تحت الماء، بحسب استشهاد بعض المعاصرين من الجزيرة. تصل المياه حمام عين تاروت من عين العودة مباشرة حيث أنه بجوار قلعة تاروت وعين العودة. كما يعود تاريخ الحمام إلى حدود سنة 1076م خلال فترة حكم العيونيين وتأسيس قلعة تاروت، كان الجزء الجنوبي مخصصاً لاستحمام للأهالي، ومجرى الحمام يتصل بالنبع الأصلي لعين العودة، من خلال نفق يمتد تحت الأرض ويتصل بحمام باشا وهو جزء من العين العودة، ثم يتصل بالعين من خلال فجوة بحوض الأرملي متفرعاً من الحمام إلى عدد من مجاري الساقية التي تتوزع وتروي الغابات والبساتين الشاسعة، وتتدفق المياه وتجري في اتجاه الجنوب والشرق، ويتفرع حمام تاروت الذي كان يخترق السوق التجاري من حمام باشا، وتم ردم حمام تاروت وإزالته من قبل البلدية عام 1991م دون الاكتراث بقيمته التاريخية واندثر ولم يعد له وجود |
|          | حمام الباشا         | تاروت              |                       | |

## وصلات خارجية
- عيون واحة القطيف عام 1406هـ على اليوتيوب.
- عيون القطيف على اليوتيوب.